# Peter Mickwitz
Peter Lorentz Mickwitz, född 5 april 1964 i Helsingfors, är en finländsk poet och översättare. Han är son till författaren Johan Mickwitz och överdirektören Margaretha Mickwitz.
Peter Mickwitz avlade filosofie kandidatexamen 1989. Han debuterade med diktsamlingen I ljuset (1991), som följts av bl.a. Som du i mig nej (1997) och Detta sjunkande (2000). Samlingsvolymen För vad kroppen är värd (2004) innehåller både äldre och nyare texter.
Hans prisbelönta, experimentella diktverk solen går ner det verkar omöjligt (Förlaget M, 2019) består av 64 dikter skrivna under åtta dagar, åtta dikter varje dag. Dikterna är oredigerade, skrivprocessen förbjöd omskrivningar och ändringar. Boken avslutas med en egen kommenterande essä. 
Mickwitz arbetar i en senmodernistisk tradition, där inre rörelser gestaltas med upprepningen som ofta utnyttjad formel. En viktig insats har han även gjort som översättare av finsk nutidslyrik i antologin Ett svart får i motljus (2000). Han var redaktör för tidskriften ai-ai 1988–1991 och för Kontur 1992–1994.

## Priser och utmärkelser
- 2005 – Den dansande björnen, för diktsamlingen För vad kroppen är värd[3]
- 2007 – Längmanska kulturfondens litteraturpris[4]
- 2015 – Den dansande björnens översättarpris Översättarbjörnen, tillsammans med Pauliina Haasjoki, för översättningen av Gunnar Björlings Solgrönt
- 2019 – Samfundet De Nios Julpris för sin litterära gärning[5].